# 磨心坡站
磨心坡站位于中华人民共和国重庆市北碚区东阳街道磨心坡村，是襄渝铁路、重庆东环线的一个车站，始建于1975年。车站距襄阳站840公里，距重庆站59公里，现由中国铁路成都局集团管辖。现为四等站。目前车站仅办理货运业务：办理整车货物发到；危险货物仅办理农药、化肥发到。襄渝线在该站引出经黄桷线路所、三溪口、K141线路所、井口至重庆北站的联络线。
2014年4月13日，该站与三汇坝站、东阳线路所、北碚站、歌乐山站由重庆西车站划归新成立的重庆北车务段管辖。2019年车站开工建设磨心坡北场，重庆东环线和渝合线于北场贯通，设有6条到发线，并在两端咽喉设置满足与襄遂联络线和襄渝线沟通的联络线，2022年9月1日建成。